# Yayue
Yayue (en xinès tradicional:雅樂; en xinès simplificat: 雅乐; en pinyin: Yǎ yuè; vol dir música elegant) era originalment una forma de música clàssica i dansa que es representava a la cort reial de la Xina antiga. Les convencions bàsiques de yayue es van establir al Zhou de l'Oest. Juntament amb la llei i els rituals, formava la representació formal del poder polític aristocràtic.
El mot ya (雅) es feia servir durant la dinastia Zhou per referir-se a una forma de cançons-texts utilitzades a la cort, recollides a Shijing. El terme yayue en si va aparèixer als Analectes de Confuci, on yayue es considerava el tipus de música bo i beneficiós, en contrast amb la música popular, que considerava decadent i corrompent. Yayue és, per tant, considerat en el sistema confucià com a la forma de música correcta, que és refinada, essencial pel cultiu personal i que pot simbolitzar el bé i la governança estable. Significa el tipus de música cerimonial solemne que es feia servir a la cort, com també la música dels rituals que es feia servir en temples, incloent-hi aquells on es feien ritus confucians. En un sentit més ampli, yayue pot significar una forma musical que es pot distingir de la forma musical popular (suyue, 俗樂) o "música no cultivada", per la qual cosa pot incloure també música de literats com la música qin.
La música yayue ja ha desaparegut de la Xina, tot i intents moderns de reconstruir-la. A Taiwan, s'interpreta yayue en una cerimònia confuciana, i a la Xina es reviu com a forma d'entreteniment per a turistes. Encara es troben formes de yayue en parts de l'Àsia Oriental, com el gagaku al Japó, aak a Corea, i nhã nhạc a Vietnam. Tot i que es fa servir la mateixa paraula (tot i que es pronuncia diferent), la música no correspon necessàriament al yayue xinès. L'aak coreà, tanmateix, preserva elements del yayue de la dinastia Song que s'havien perdut a la Xina.

## Història
Segons la tradició, el duc de Zhou va crear la música yayue sota comissió del Rei Wu de Zhou, poc temps abans de la conquesta de Shang. Hi havia elements de tradicions xamanístiques o religioses a yayue, com també de música folk xinesa primerenca. La dansa també anava relacionada estretament amb la música yayue, cada peça yayue podria tenir una dansa cerimonial o ritual associada. La peça yayue més important de la dinastia Zhou eren les Sis Grans Dances, cadascuna associada amb una figura històrica o llegendària - Yunmen Dajuan (雲門大卷), Daxian (大咸), Daqing (大磬, o Dashao 大韶), Daxia (大夏), i Dahu (大濩), Dawu (大武).
El Llibre dels Riuts recull situacions on es podria haver tocat yayue. Aquestes inclouen cerimònies en honor del Cel i a la Terra, els déus o els avantpassats. També hi havien regles detallades sobre com s'havien de representar en trobades diplomàtiques. Yayue també es feia servir en activitats a l'exterior, com en concursos de tir amb arc aristocràtics, durant expedicions de caça, i després del final d'uan campanya militar reeixida. Yayue es caracteritzava per la seva rigidesa de forma. Quan es representava, era majestuós i formal per tal de distingir les classes aristocràtiques. De vegada també s'acompanyava de lletra, algunes de les quals es conserven al Llibre de les Cançons.
Amb el declivi de la importància de les cerimònies en les relacions entre estats durant el període de Primaveres i Tardors, també va perdre importància el yayue. Confuci lamentà famosament el declivi de la música clàssica i els ritus. Es diu que el Marquès Wen de Wei preferia la música popular de Wey i Zheng en front de la música antiga de la cort; deia que sentint-la podria adormir-se.
Bona part de yayue de la dinastia Zhou va continuar a la dinastia Qin. Tanmateix, algunes peces semblen haver-se perdut o ja no es tocaven a la dinastia Han, i el contingut i forma de yayue es va modificar en aquesta i en les següents dinasties. Durant la dinastia Tang es van afegir al yayue components de la música popular. Tanmateix, la forma musical més dominant a la cort Sui i Tang era la música d'entreteniment per banquets anomenada yanyue (燕樂), i el terme yayue es va reservar per la música de ritus confucians, feta servir en temples de la Família Imperial i la noblesa.
Durant la dinastia Song, amb el neoconfucianisme sent la nova ortodòxia, la música yayue va tornar a ser més popular, amb grans avenços. Una orquestra yayue d'aquesta era tenia més de 200 músics. Dos textos importants de la dinastia Song que descriuen interpretacions de yayue eren la Complete Explanation of the Classic of Etiquette and Its Commentary (儀禮經傳通解) de Zhu Xi i la Collection of Music (樂書) de Chen Yang (陳暘). El 1116, l'Emperador Huizong de Song va regalar a Corea 428 instruments yayue, a més de 572 vestits i objectes de dansa, a petició de l'Emperador Yejong de Goryeo. A causa d'això, encara es conserven a Corea elements de la música yayue de la dinastia Song, com melodies.
Algunes formes de yayue van sobreviure gràcies a cerimònies imperials i rituals fins a la caiguda de la dinastia Qing, quan va acabar el període imperial de la Xina. La música yayue encara es tocava en rituals confucians a la Xina fins l'arribada al poder comunista el 1949, quan va desaparèixer completament. La música yayue es va revifar a Taiwan en rituals confucians els anys 1960, i a partir dels 1990 a la Xina continental. Durant els anys 1990 es va iniciar una reconstrucció moderna i recerca sobre la música yayue de la cort imperial, i a la Xina continental una actuació de música yayue el 2009 a Pequín de l'orquestra de la Universitat de Nanhua també va esperonar interès en aquesta forma musical. Tanmateix, hi ha dubtes sobre l'autenticitat de les músiques i danses reviscudes i recreades. Alguns, però, raonaven que aquestes música i danses han canviat amb el pas del temps, i que els canvis introduïts en l'era moderna s'haurien de veure d'aquesta manera.

## Interpretació
L'orquestra yayue de cort es podia dividir en dos conjunts separats que representen el yin i yang. El més petit (el yin) havia de tocar a les terrasses de l'edifici, mentre que el gran (el yang) tocava des del pati. El conjunt petit estava format principalment per cordòfons (com les cíteres qin i se) i per aeròfons (com les flautes dizi i xiao, i flautes de Pan), a més de cantants. El grup més gran era principalment instrumental i contenia totes les categories d'instruments musicals, amb els músics disposats en cinc direccions (les quatre direccions d'una brúixola i el centre) al pati. Els instruments de vent es trobaven al centre, i les campanes de bronze i pedra a les quatre bandes; els timbals es trobaven als quatre cantons. Al davant hi havia dos instruments de fusta, que es feien servir per marcar l'inici i el final d'una peça. La música exterior al jardí era una lloança del cel, amb la mida i disposició de l'orquestra diferents segons la importància de l'esdeveniment. Per contra, la música d'interior es feia servir per exaltar la virtut dels emperadors i els seus avantpassats.
la música acostuma a ser lenta, majestuosa i monofònica amb poca varietat de ritmes. Quan es canta, hi poden haver entre quatre i vuit pulsacions per frase segons el nombre de paraules del text. La música que s'interpretava als patis s'acompanyava de danses, i el nombre de dansaires variava segons la importància i estatus social del patró. L'emperador tenia el nombre de músics i dansaires més gran (64 balladors en vuit files de vuit), mentre que un noble o ministre en cap en tenia 36 (sis files de sis), i oficials de menys importància en tenien encara menys (quatre per quatre o dos per dos). En els rituals confucians, s'interpretava inicialment la dansa de sis files (六佾舞) com a apropiada per l'estatus de Confuci. Més endavant, es va interpretar la dansa de vuit files (八佾舞), ja que se li atorgaren pòstumament diversos títols reials, per exemple, el títol de Rei Wenxuan (文宣王) atorgat per la dinastia de l'Emperador Xuanzong de Tang. Les danses es classifiquen en dos tipus: danses civils i danses militars. A les danses civils, els dansaires tenen una flauta yue (籥) a la seva mà esquerra i una ploma(羽) a la dreta, mentre que en les danses militars, el dansaire duia un escut (干) a la mà esquerra i una destral (戚) a la dreta.

## Instruments utilitzats

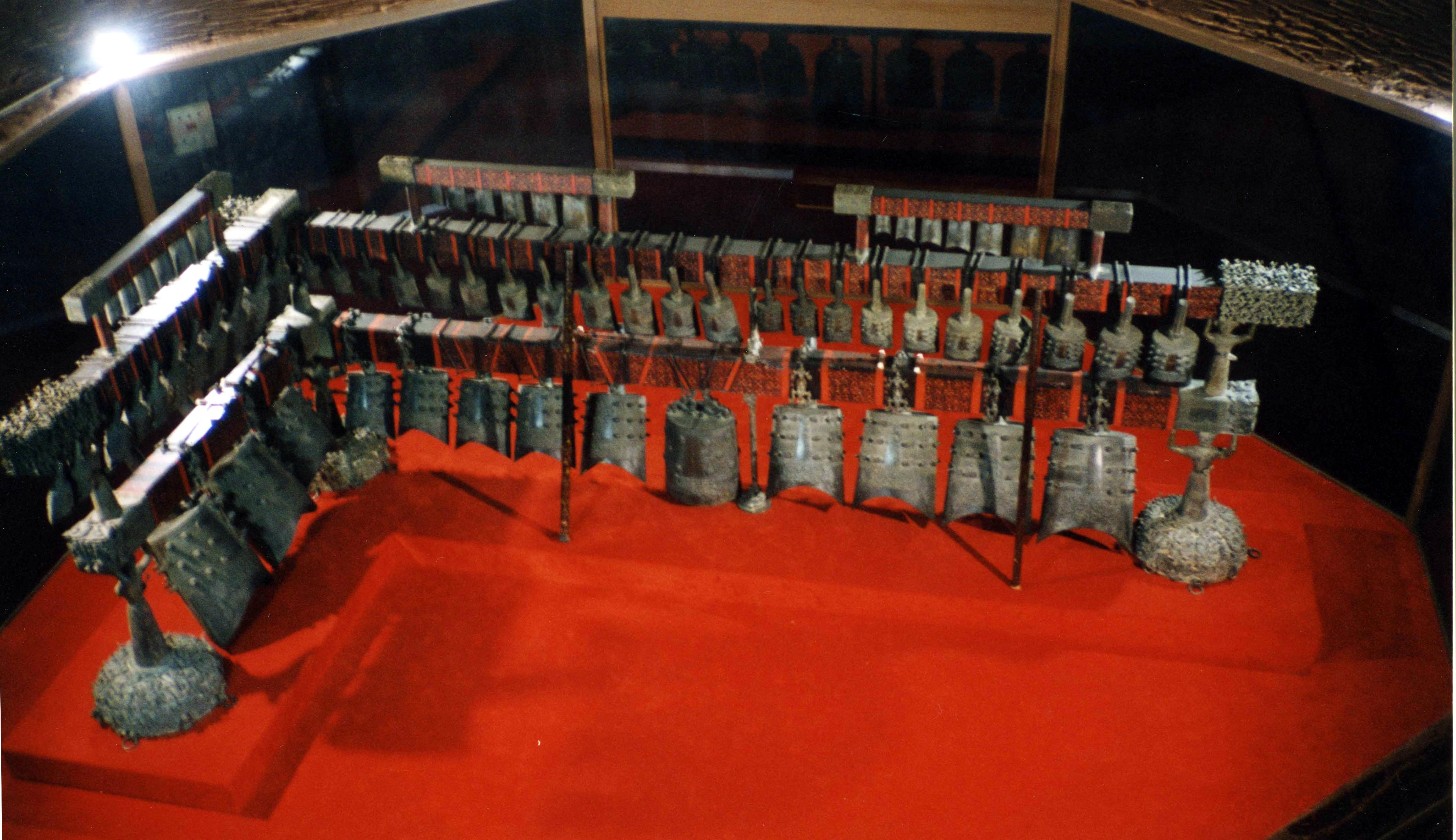
Conjunt de campanes de bronze (Bianzhong) de la Tomba del marquès Yi de Zeng, datades el 433 aC.

La música Yayue no permet utilitzar qualsevol tipus d'instruments musicals tradicionals xinesos, sinó que en permet una petita selecció, elaborada a partir dels més antics, d'acord amb les vuit categories dels materials utilitzats en la seva construcció.

### Seda (絲)
- Guqin (古琴) - cítara de set cordes sense trasts
- Se (instrument) (瑟) - cítara de 25 cordes amb ponts mòbils (fonts antigues diuen que tenia 13, 25 o 50 cordes)

### Bambú (竹)
- Dizi (笛子) - flauta travessera de bambú
- Xiao (簫) - flauta de final bufat
- Paixiao ((xinès)) - flauta de Pan
- Chi (篪) - antiga flauta xinesa

### Fusta (木)
- Zhu (柷) - caixa de fusta més estreta a la part inferior, que es toca colpejant l'interior amb un pal i s'usa per marcar ritmes
- Yu (敔) - tigre de fusta amb una part posterior de serra, que es toca picant amb un pal per marcar els extrems de les seccions

### Pedra (石)
- Bianqing ((xinès)) - un conjunt de 16 taules de pedra (normalment de nefrita) que es colpeja amb un mall

### Metall (金)
- Bianzhong (編鐘) - 16 campanes de bronze daurades que es colpegen amb un mall
- Fangxiang ((xinès)) - conjunt de plaques metàl·liques afinades (metal·lòfon)

### Argila (土)
- Xun (塤) - ocarina feta d'argila cuita

### Carbassa (匏)
- Sheng (笙) - una canya per tocar amb la boca amb un nombre variable de tubs de bambú inserits en carbassa buida amb forats pels dits
- Yu (竽) - una canya per tocar amb la boca similar al sheng però normalment més gran

### Cuir (革)
- Bangu - (鼓) - tambor de marc

## Yayue a l'Àsia Oriental

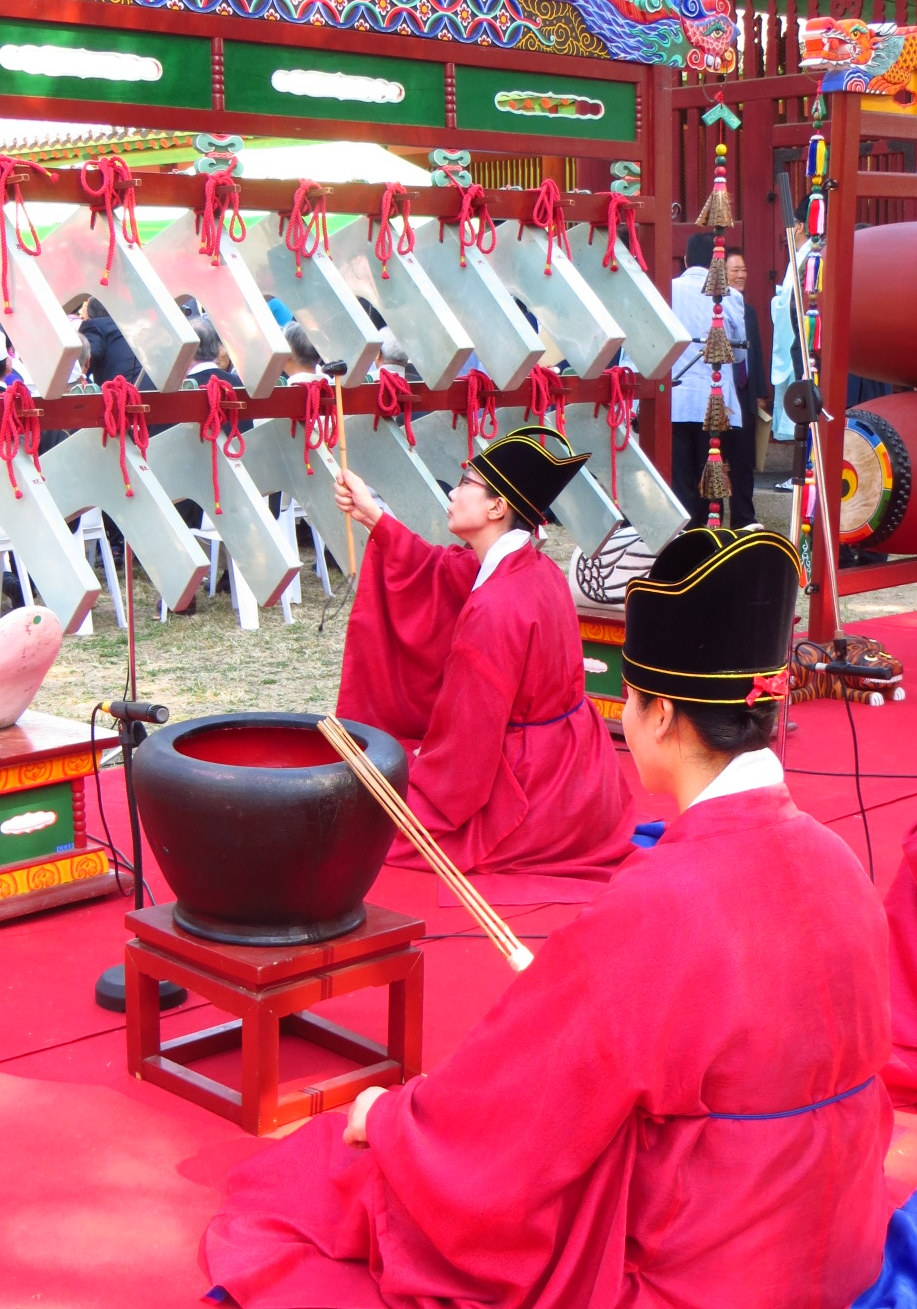
Músics que toquen un instrument derivat del bianqing anomenat pyeongyeong, i un Bu durant un ritual confucià al santuari Munmyo de Seül

En xinès, japonès, coreà i vietnamita, els caràcters xinesos Yayue ('雅樂) es pronuncien de forma diferent. La forma i el contingut del yayue en aquests països pot diferir en aspectes importants.

### Japó
Gagaku és un tipus de música clàssica japonesa que s'ha interpretat a la cort imperial durant segles. Es diferencia en la forma i el contingut del Yayue xinès, i es compon de música religiosa xintoista i música tradicional, amb elements de Koguryö que es diu komagaku a Manxúria i togaku a la Xina i el sud asiàtic.

### Corea
A Corea, el Yayue (雅樂) s'anomena '아악' (Aak — 아=雅, 악=樂). Es va portar a Korea al segle xii i encara conserva una mica de música de la dinastia Song.

### Vietnam
Al Vietnam, el Yayue (雅樂) s'anomena 'Nhã nhạc' (Nhã=雅, nhạc=樂). Va ser portat al Vietnam durant la dinastia Song i va ser molt influenciat posteriorment per la dinastia Ming de la Xina. Va començar a florir més després de la dinastia Lê a través de la dinastia Nguyễn, que va acabar al segle xx. Encara es toca a la ciutat de Huế.